# Mursella
Mursella bezeichnet ein Municipium in der ehemaligen römischen Provinz Pannonia Superior im heutigen Ungarn. Der Vicus lag an der Fernverbindungsstraße Savaria-Arrabona-Brigetio, die als eine wichtige Handels- und Versorgungsroute in der damaligen Provinz diente.
Seit Anfang des 20. Jahrhunderts wurde das Municipium wissenschaftlich untersucht und in mehreren Grabungskampagnen bis heute mit interdisziplinären Methoden weiter erforscht. Die Siedlungsgeschichte reicht von der ersten Hälfte des 1. Jahrhunderts bis in das 3. Jahrhundert n. Chr. und kann in vier Hauptbauphasen untergliedert werden.

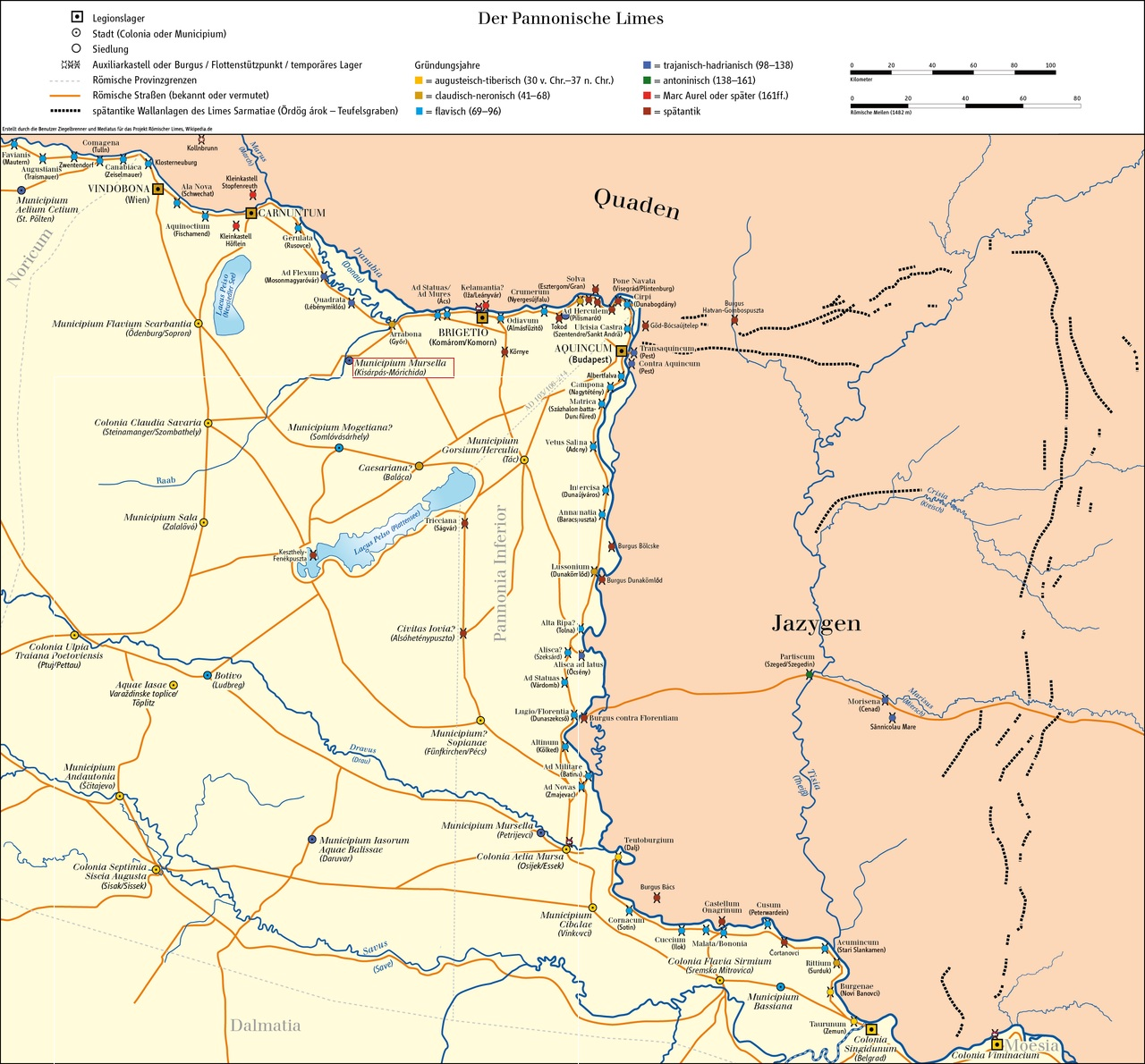
Lage Mursellas in der Provinz Pannonien

## Geographische Lage
Das römische Mursella liegt zwischen den Flüssen Raab und Marcal auf dem Dombiföld in den Gemeinden Árpás und Mórichida, ungefähr 32 Kilometer südwestlich von Győr,
im Komitat Győr-Moson-Sopron in Ungarn. Die günstige Lage an Marcal und Raab spielte in der antiken Zeit eine wichtige Rolle. Die Marcal mündete früher weiter südlich als heute in die Raab, wahrscheinlich direkt nördlich von Mursella und bildete dort vermutlich eine Furt, die es den Verkehrswegen zwischen Donaulimes und Bernsteinstraße ermöglichte das Flusssystem zu überqueren. Der Standort war somit ein geeigneter Platz und spricht Mursella eine wichtige verkehrstechnische Rolle zu, die durch den Bau eines Militärlagers bereits in der 1. Hälfte des 1. Jahrhunderts bekräftigt wurde.

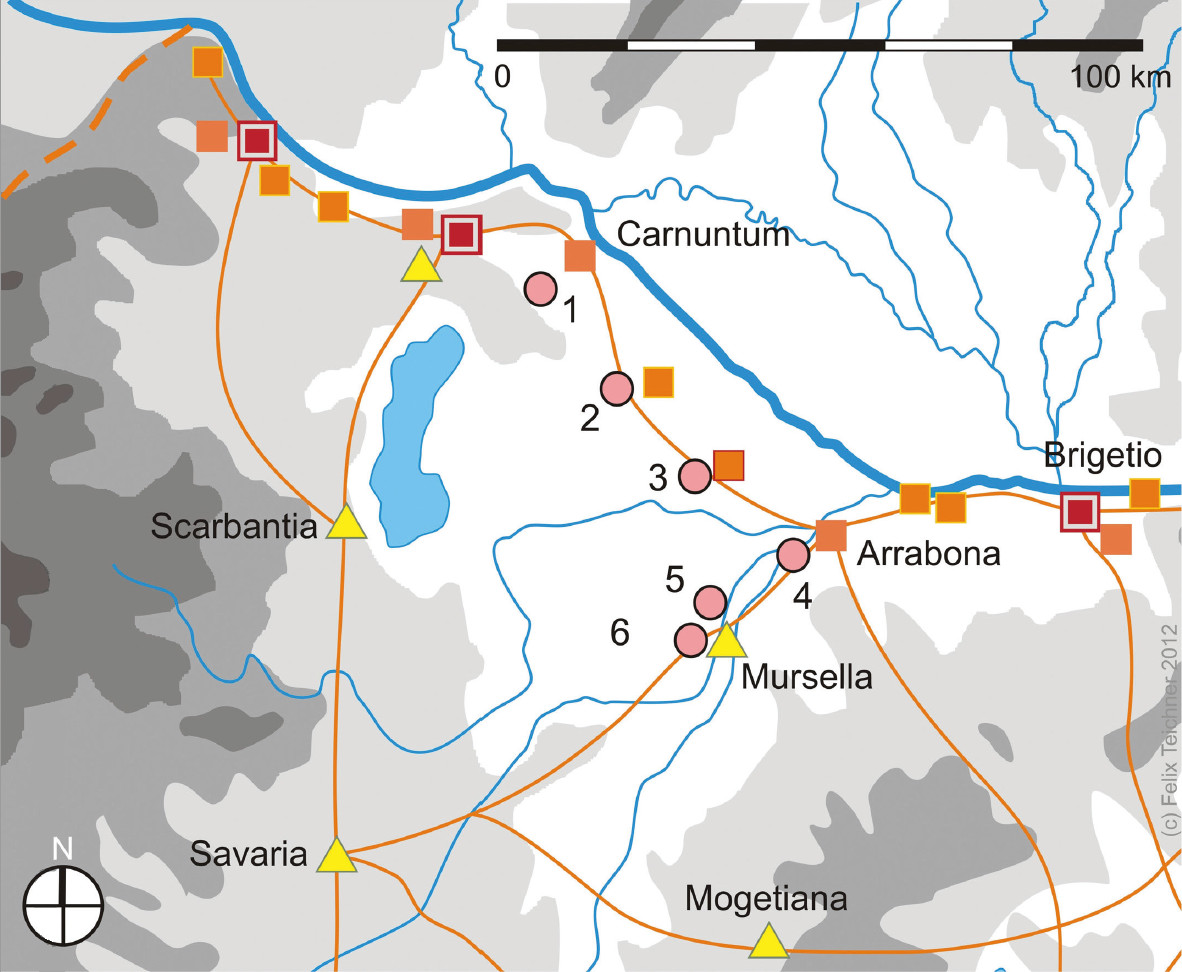
Die Fernverbindungsstraße Savaria-Arrabona-Brigetio:
Städte(Dreieck)
Grenzkastelle(Quadrate)
Grubenhaussiedlungen(Kreise)

## Forschungsgeschichte
Ende des 19. Jahrhunderts gaben wiederholte Hinweise auf Raubgrabungen der ortsansässigen Bevölkerung Anlass zu einer ersten Grabung, die im Jahr 1927 zu einer ersten systematischen Untersuchung des Gebiets führte.
Durch Archäologen des ungarischen Nationalmuseums wurde im Laufe dieser Grabung ein spätrömisches Gräberfeld lokalisiert, welches in späteren Forschungen als Ostnekropole angesprochen wird.
Zwischen 1956 und 1958 wurden 150 weitere Gräber dieser spätantiken Nekropole durch Endre Bíró freigelegt.
Zwei Jahre später gelang die Entdeckung des sog. Südfriedhofs, einer Nekropole, die neben Körperbestattungen auch mittelkaiserzeitliche Brandgräber umfasste.
Durch die zahlreichen spätantiken Bestattungen und den hohen Anteil an spätrömischen Münzfunden wurde Mursella als eine spätantike befestigte Siedlung Innerpanoniens interpretiert, wofür sich bisher aber keinerlei feldarchäologische Hinweise fanden.
In den Jahren 1975 bis 1989 wurden unter der Leitung von Eszter Szőnyi im westlichen Teil des Ruinengeländes weitere Ausgrabungen auf einer 3000 m² großen Fläche, nahe dem antiken Stadtkern, durchgeführt.
Die Untersuchungen führten, im Gegensatz zu der bisherigen Annahme, zur Aufdeckung einer offenen Ansiedlung der römischen Kaiserzeit und der Aufdeckung der Fernstraße Savaria-Arrabona-Brigetio. Anhand der ihr vorliegenden Befunde teilte Szőnyi die Siedlungsentwicklung in vier Hauptbauphasen auf.
In Carnuntum, der Provinzhauptstadt, entdeckte man ein Steindenkmal des Schreibers Claudius Galonius, das zwischen 200 und 300 n. Chr. datiert, und ein weiteres des Ratsherren Caius Iulius Proculus in Lovászpatona, zeitlich zwischen 150 und 250 n. Chr. Die Grabinschriften geben Auskunft über den Rechtsstatus der Stadt Mursella und wurden außerhalb der Stadt entdeckt.
Zwischen 2005 und 2015 wurde in Zusammenarbeit mit dem Xantus János Museum naturwissenschaftlichen und archäologischen Mitarbeitern der Philipps-Universität Marburg, der Ruprecht-Karls-Universität Heidelberg, der Johann Wolfgang Goethe-Universität Frankfurt am Main und der Friedrich-Schiller-Universität Jena ein mehrere Wissenschaftsdisziplinen einbeziehendes Forschungsprojekt durchgeführt. Von 2010 bis 2015 wurde das Projekt durch die DFG finanziell gefördert. Mit Hilfe der geomorphologischen, pedologischen und palynologischen Forschungen wurde versucht die naturgeographischen Gegebenheiten der Umwelt der römischen Siedlung zu rekonstruieren. Im Rahmen dieses Projektes wurden mehrere Probebohrungen in der Umgebung von Mursella zur Gewinnung eines Pollenprofiles durchgeführt.
Mit Hilfe eines terrestrischen Laserscans konnte eine Mikrotopographie des Geländes erstellt werden, in der der Verlauf des verlandeten Altarms des Flusses Raab exakt dokumentiert wurde.

## Siedlungsgeschichte

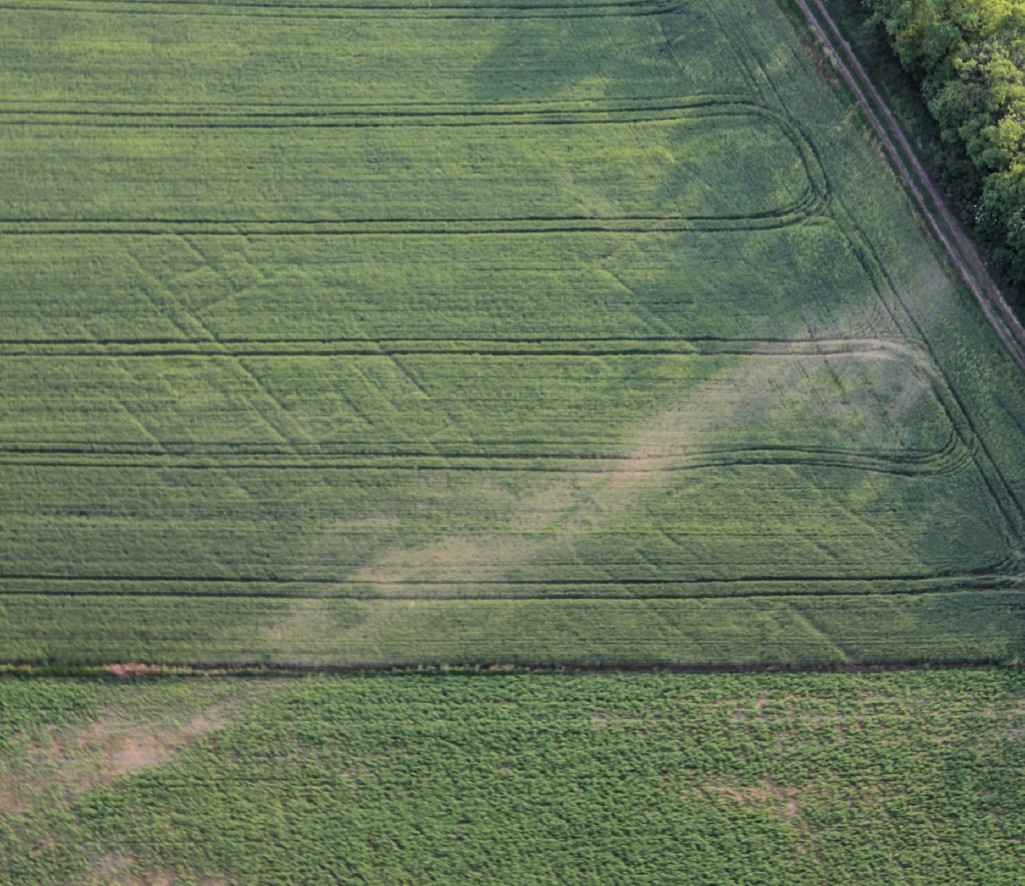
Luftbild der Straßenverbindung Savaria-Arrabona-Brigetio mit Grundrissen ziviler Wohnbebauung im Siedlungsgebiet von Mursella

Die römische Siedlungsgeschichte beginnt mit der Errichtung einer Militärgarnison in der ersten Hälfte des 1. Jahrhunderts n. Chr. Mit der Sicherung der Savaria-Arrabona-Brigetio bei der Überquerung der Flüsse Marcal und Raab, begann die römische Okkupation und später die Etablierung der Stadt Mursella zu einem Municipium.
Über die vorrömische Bevölkerung in der deserta Boiorum, ein Gebiet das in etwa dem heutigen Wiener Becken und dem Burgenland entspricht, ist nur wenig bekannt.
Mitte des 1. Jahrhunderts ist ein zunehmendes Wachstum der Siedlung zu erkennen, das sich in zunehmenden Befunden von Keramikbrennöfen, Brunnen, Tonentnahmegruben und Pfostenbauten zeigt. Die Keramikfunde zeigen sowohl ein Vorkommen an Typen aus keltischer Tradition, als auch provinzialrömische Keramik. In dieser Zeit wuchs der römische Einfluss und ein Auxiliarkastell wurde an der Hauptstraße errichtet.
Am Anfang des 2. Jahrhunderts, in hadrianischer Zeit, wurde Mursella dann das Stadtrecht verliehen, was jedoch keine zunehmende Bevölkerung und Bautätigkeit nach sich zog, wie in anderen Städten im Umland. Zu erkennen ist vielmehr eine Abnahme an Münz- und Keramikfunden und somit die einhergehende Verzögerung der Siedlungsentwicklung.
Im 3. Jahrhundert entstanden dann die ersten Steinbebauungen, an denen mediterraner Einfluss zu erkennen ist. Andernorts setzt diese Entwicklung in Grenzstädten bereits im 2. Jahrhundert und somit deutlich früher ein.
Trotz der wichtigen Funktion der Stadt als Municipium, weist sie nur eine flächenmäßig kleine Struktur auf und breitet sich nicht mehr als 18–20 ha aus. Gesellschaftlich wichtige Bauten, die während der Romanisierung meist entstehen, sind in Mursella nicht zu erkennen. So gibt es auch keinen Nachweis für ein Forum und an den Wohnstrukturen ist nur geringer römischer Einfluss erkennbar. Mediterraner Einfluss ist bis zum 3. Jahrhundert nur in geringem Maße zu erkennen und die Stadt scheint eher einheimisch geprägt.
Dies überschneidet sich mit Fundplätzen aus dem unmittelbaren Umfeld Mursellas. Die Siedlungen dort weisen keine Veränderung in der Besiedlungsintensität oder der Landnutzung während der römischen Besetzungszeit auf.

## Geoarchäologische Forschungen

### Oberflächenuntersuchungen

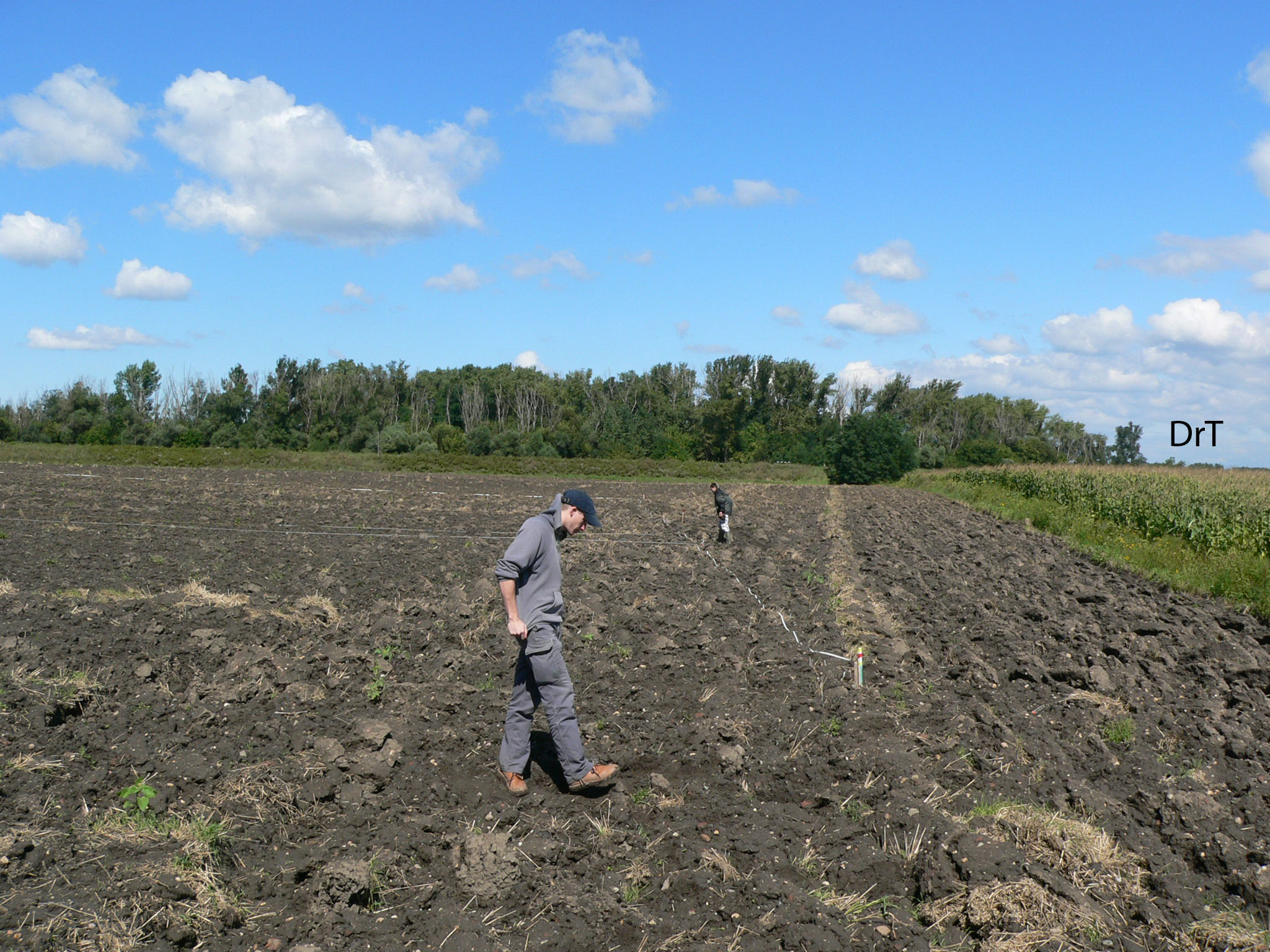
Archäologischer Survey bei Dombiföld

Archäologische Surveys zeigen eine Konzentration des römisch-kaiserzeitlichen Fundmaterials im westlichen Siedlungsbereich, der durch Steinbauten ausgezeichnet ist. Keramik des frühen Mittelalters und der vorrömischen Metallzeiten sind hingegen eher in der Ausdehnung Richtung Osten und Süden vorzufinden. Dies zeigt, dass sich der Siedlungskern während der römischen Okkupation von dem einheimischen, weiter ausgedehnten Siedlungsareal unterscheidet.
Begehungen mit einem Metalldetektor als Hilfsmittel haben eine hohe Anzahl an Münzen, Metallfibeln, Militaria und weiteren Kleinfunden zutage gebracht. Die abgebildete Zwiebelkopffibel aus der Spätantike wurde in der Nekropole gefunden und befindet sich heute im Xántus-János-Museum in Győr. Der hohe Bestand von Fibeln des norisch-pannonischen Typs betont noch einmal die These einer besonders intensiven frühkaiserzeitlichen Besiedlung.

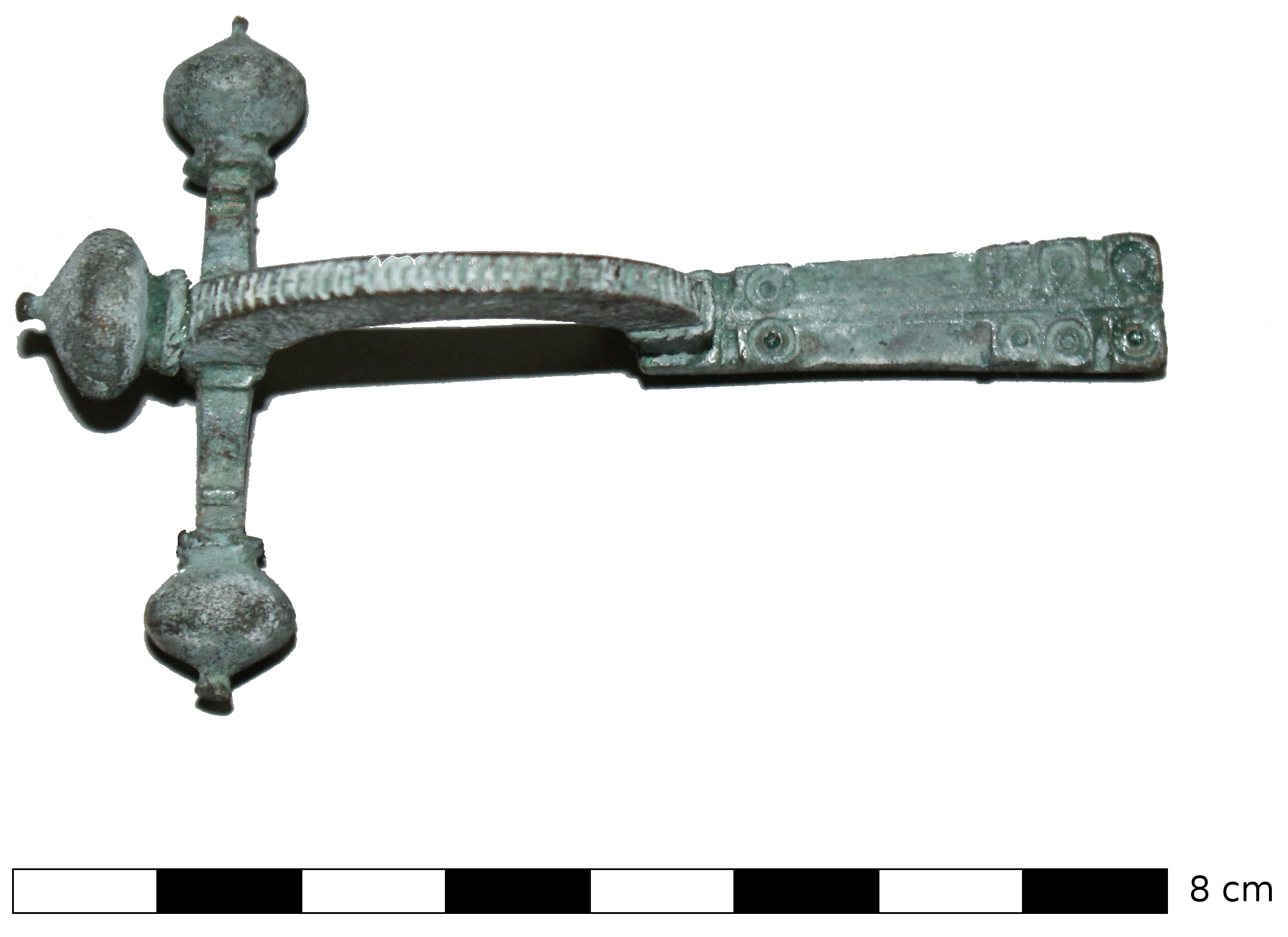
Zwiebelkopffibel aus dem 3./4. Jh. n. Chr.

Auch im Umland wurden Geländebegehungen vorgenommen, um der Frage auf den Grund zu gehen, ob die römische Okkupation einen Landschaftswandel in der deserta boiorum nach sich gezogen hat. Die Lesefunde der Fundstellen Megág-Dűlő (Árpás), Bodonhely und Dombiföld 2 zeigen eine Besiedlung des Gebiets seit der jüngeren Steinzeit, die in der Bronze- und Eisenzeit stark zunahm. Auch spätlatène- und kaiserzeitliche Funde wurden aufgelesen und zeigen, dass eine Siedlungskontinuität in dem Gebiet herrscht, die mit der geographisch günstigen Lage und der Bodenbeschaffenheit zu erklären ist. Die Fundplätze liegen über der Aue auf sandigen Niederterrassen und somit außerhalb des Überschwemmungsgebiets der Raab, die bei starken Niederschlägen deutlich mehr Wasser führen kann.

### Geophysikalische Untersuchungen

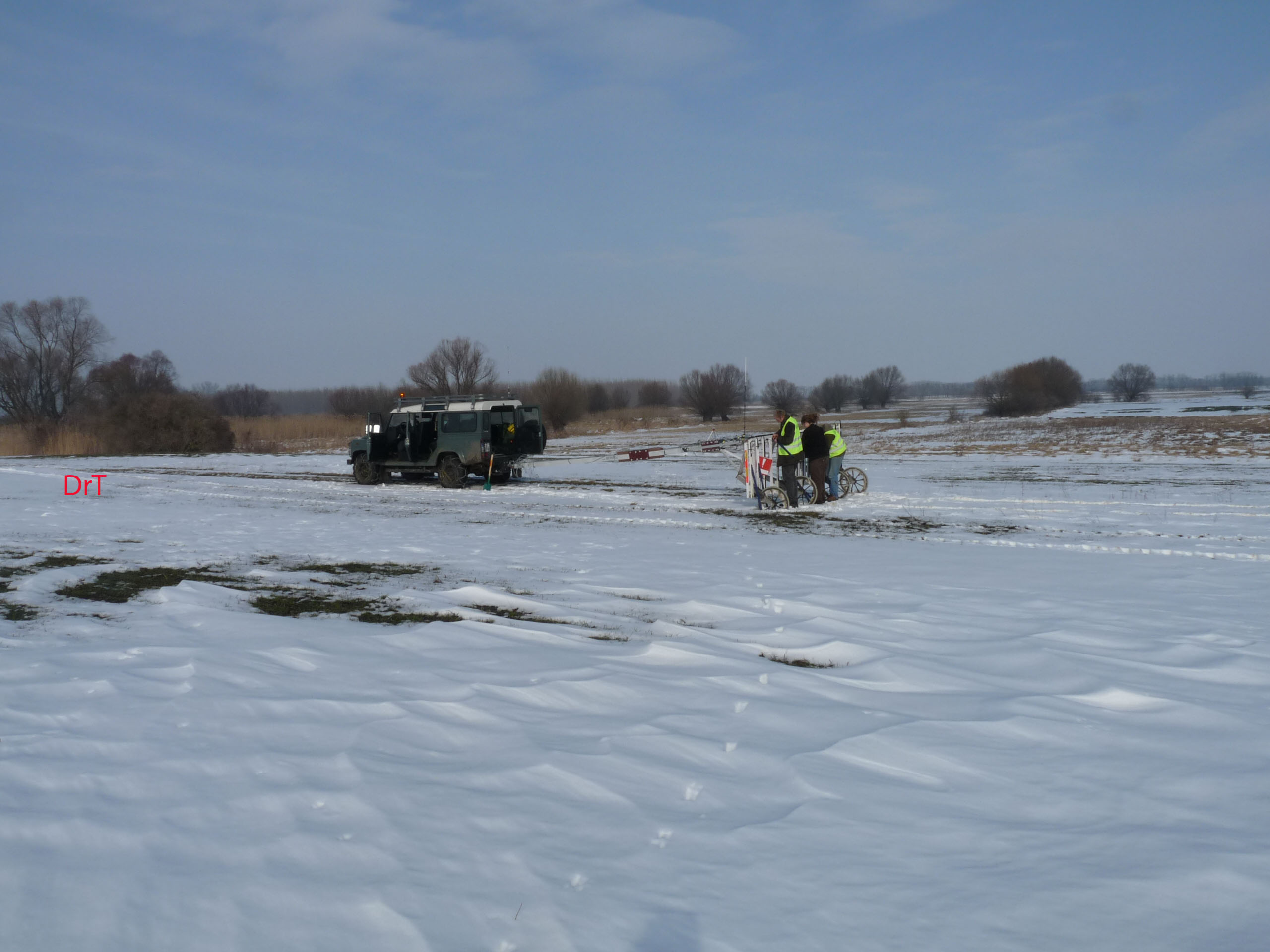
16 Sonden Geomagnetik

Um die antiken Baustrukturen genauer zu identifizieren, wurden seit 2005 geophysikalische Untersuchungen in dem Gebiet vorgenommen. So begann eine geomagnetische Untersuchung eines 17,4 ha großen Gebiets, die durch Untersuchungen mit Georadar und Geoelektrik ergänzt wurden. Die Ergebnisse bestätigten den Verlauf der Hauptstraße, an der die Stadt angeordnet war, und lieferten klare Kenntnisse über die Baustrukturen der Steingebäude. Außerdem bestätigten sie die Existenz des bereits vermuteten Militärlagers östlich des Siedlungskerns. Die Größe konnte auf eine Länge von 180 m und eine Breite von 150 m ermessen werden und zeigt, dass das Gebäude genügend Platz für römische Kohorten ermöglichte.
Auch die zuvor als Forum bezeichnete Struktur wurde näher untersucht. Das Gebäude mit einer zentralen Hoffläche und mehreren Lager- und Vorratsräumen konnte mit der Paläorinne der Raab in Verbindung gebracht werden, die an der Stelle als Ankerplatz gedient haben könnte. Somit ist es glaubhaft, die Struktur eher als Speicher- oder Hafenbau zu betrachten.
Insgesamt war Mursellas Siedlungsareal während der Fachwerk- und Steinbauzeit wohl nicht größer als 18–20 ha. Luftbilder und Geophysikalische Prospektionsbilder zeigen, dass sich das Areal der Grubenhäuser hingegen südlich und östlich weiter vom Siedlungskern ausdehnte.
Magnetische Prospektionen, die im Umland bei den Fundorten Megág-Dűlő und Bodonhely durchgeführt wurden, sorgten durch ihre Dichte an archäologischen Befunden dafür, dass dort traditionelle Ausgrabungen angesetzt wurden. Auf den Niederterrassen bei Árpás (Megág-Dűlő) fanden sich Grubenhäuser, die durch ein Grabensystem gegliedert sind, sowie mehrere Grabhügel im selben Bereich, indem auch römerzeitliche Keramik auftaucht. Ähnliche Strukturen mit Grubenhäusern, Grabensystemen und Vorratsgruben zeichneten sich auch in Bodonhely ab. Auch der Straßenverlauf der Savaria-Arrabona-Brigetio, die aus Süden kommt und bei der Fundstelle Bodonhely einen Bogen nach Osten in Richtung Mursella macht, um den vor Überschwemmungen bedrohten Gebieten auszuweichen, konnte durch die Prospektionen klarer gemacht werden. Diese Untersuchungen in der Umgebung Mursellas bestätigen eine Siedlungskontinuität in der Kleinen Ungarischen Tiefebene.

### Geomorphologische und Palynologische Untersuchungen
Auf Basis der geophysikalischen und archäologischen Vorarbeiten konnten die antiken Flussufer von Marcal und Raab durch geowissenschaftliche und palynologische Untersuchungen systematisch erschlossen werden. Die in den Auenlandschaften um Árpás und Mórichida, entlang der gemeinsamen Paläorinne von Raab und Marcal, gelegenen Feuchtbiotope bieten ideale Voraussetzungen zur Erhaltung von palynolgischen Archiven. Es wurden insgesamt 23 Bohrungen in Altarmstrukturen und Feuchtgebieten niedergebracht, die aufgrund der Position und Geomorphologie günstige Profile und eine gute Pollenerhaltung erwarten ließen. 16 davon im Gelände um Mursella, 7 weitere im 5 km nördlich gelegenen Bodonhely. Die erprobten Paläorinnen um Mursella wiesen immer ähnliche stratigraphische Sequenzen mit einer Maximaltiefe von 2 m auf.
Ziel dieser Untersuchungen war die Rekonstruktion der Vegetationsentwicklung durch Abgleich der palynologischen Indikatoren mit den archäologisch gewonnenen Ergebnissen für den Zeitraum 2800 bis 1500 BP und die Frage der Kontinuität in der Landnutzung im späten Holozän bzw. dem Kulturwandel zu Beginn des 1. Jh. n. Chr., dem Übergang von der vorrömischen Eisenzeit zur römischen Kaiserzeit.
Im Vergleich zu mitteleuropäischen Untersuchungen, wo gerade die vorrömische Eisenzeit eine Periode des kulturellen Aufschwungs bildete, zeigen palynologische Untersuchungen in der Region des Plattensees und im Einzugsgebiet der südwestungarischen Zala eine deutliche Unterbrechungen im Ackerbau in dieser Zeit. Dies deutet darauf hin, dass die römischen Eroberer keine landwirtschaftlich voll erschlossene Kulturlandschaft, wie beispielsweise im obergermanischen Dekumatsland oder in der niedergermanischen Vulkaneifel, vorfanden.